# Agitpop
«Agitpop»  — перший європейський реліз гурту «Ляпис Трубецкой». Був виданий німецьким лейблом Eastblok music 26 червня 2010 року.

## Опис
За пропозицією менеджера компанії, що випускає цей диск, в «Agitpop» увійшло 18 композицій, які являють собою компіляцію з трьох останніх на той час альбомів гурту: «Капитал», «Манифест» та «Культпросвет». Як бонуси в збірник включені ремікси на пісню «Капитал» від Игора Вдовіна та Noize MC.
Білоруські музиканти представили диск «Agitpop» в Німеччині на трьох концертах: в Берлині, Дрездені та Гамбурзі. Також гурт відвідав Нідерланди та ряд інших європейських країн, беручи участь у різних літніх фестивалях..

## Музиканти
- Сергій Міхалок — вокал, ритм-гітара, перкусія.
- Павло Булатніков — вокал, перкусія.
- Руслан Владико — гітара, акордеон, клавішні.
- Денис Стурченко — бас-гітара.
- Павло Кузюкович  — труба, бек-вокал.
- Іван Галушко — тромбон, бек-вокал.
- Олександр Сторожук — ударні.

## Список композицій
1. Burevestnik (2:33)
2. Ruzhovyya Akulyary (3:17)
3. Belarus Freedom (3:47)
4. Zorachki (3:45)
5. 12 Obezyan (2:53)
6. Krasnyi Fakel (2:53)
7. Krex, pex, Fex! (3:19)
8. Rybka Zolotaya (2:07)
9. Capital (Vdovin Mix) (2:28)
10. Capital (Noize MC) (2:35)
11. Kotik (1:53)
12. Gojko Mitic (3:36)
13. Ramonki (3:04)
14. Capital (3:15)
15. Manifest (3:47)
16. Sobaki (3:01)
17. Anarkho-Turist (2:18)
18. Trubetskoy (2:58)